# Greater Nevada Field
O Greater Nevada Field é um estádio localizado em Reno, Nevada, Estados Unidos, possui capacidade total para 9-013 pessoas, é a casa do time de beisebol Reno Aces da liga triplo A Pacific Coast League e do time de futebol Reno 1868 FC da USL Championship, o estádio foi inaugurado em 2009.